# Chaymae Rhaddi
Chaymae Rhaddi est une boxeuse marocaine née le  12 octobre 1997.

## Biographie
Chaymae Rhaddi est médaillée d'argent dans la catégorie des moins de 60 kg aux Jeux méditerranéens de 2022, perdant en finale contre l'Algérienne Hadjila Khelif, ainsi qu'aux Championnats d'Afrique de boxe amateur 2022 à Maputo, s'inclinant en finale face à la Zambienne Felistars Nkandu.